# Microregione di Ji-Paraná
Ji-Paraná è una microregione dello Stato della Rondônia in Brasile, appartenente alla mesoregione di Leste Rondoniense.
È la microregione che presenta la maggior densità demografica dello Stato della Rondônia.

## Comuni
Comprende 11 comuni:
- Governador Jorge Teixeira
- Jaru
- Ji-Paraná
- Mirante da Serra
- Nova União
- Ouro Preto do Oeste
- Presidente Médici
- Teixeirópolis
- Theobroma
- Urupá
- Vale do Paraíso